# Opel Insignia Concept
El Opel Insignia Concept fue un prototipo de automóvil desarrollado por General Motors bajo por aquel entonces su firma germana Opel y presentado en el Salón del Automóvil de Frankfurt en el año 2003. Considerado como un automóvil de lujo debido a sus grandes dimensiones (segmento F) y destacando el motor que desarrollaba 344 CV de potencia procedente del Chevrolet Corvette.
A principios de 2005, Opel anunció que este concept car no sería lanzado al mercado debido a ser demasiado caro y pesado. Aunque hubo que esperar tres años más tarde para fuera lanzada otra versión, bastante recortada y a un precio muy inferior, el oficialmente conocido Opel Insignia perteneciente a la gama de coches de tamaño mediano.
Entre las características de este prototipo fue la posesión de un sistema de suspensión hidroneumático, un mecanismo tipo pantógrafo para las puertas correderas traseras y por aquella novedosa, la tecnología de iluminación led.
También estuvo en desarrollo una versión cupé de Insignia, pero el cual nunca fue lanzado. Presentado en 2007 y con un motor turbo-alimentado de 300 CV y tracción a las cuatro ruedas. Conocido como Opel GTC Concept.